# Nijdam (schaatsen)
Nijdam is een van origine Nederlands skate- en schaatsmerk dat zich met name op de recreatieve skater en schaatser richt. Het merk kent een relatief lange historie die ruim honderd jaar geleden begon in Akkrum (Friesland) toen Hotse Nijdam eind 19e eeuw schaatsen ging maken. Destijds was het maken van schaatsen een echt ambachtswerk, waaraan verschillende ambachtslieden te pas kwamen. Jaren later, na diverse omzwervingen, is het merk in 1996 in handen gekomen van Schreuders Sport International te Leerdam, een groothandel in sportartikelen.